# 김민호 (2003년)
김민호(金民浩, *Kim Min‑ho*, 2003년 1월 9일~)는 대한민국의 축구 선수로, K리그 1의 FC 안양에서 센터백으로 뛰고 있다.

## 클럽 경력
김민호는 포항시 출신으로 포항 유나이티드와 울산 현대, 포항 스틸러스 유소년 팀을 거쳐 과천고와 대구예술대학교에서 선수 생활을 이어갔다 :contentReference[oaicite:1]{index=1}.  
2024년 1월 3일, FC 안양에 입단하며 프로 무대에 데뷔했다 :contentReference[oaicite:2]{index=2}.  
2024 시즌 K리그 2에서 주전으로 활약했으며, 팀이 2024년 K리그 2 우승 및 K리그 1 승격을 달성하는 데 기여했다 :contentReference[oaicite:3]{index=3}.  
2025 시즌 현재 팀의 주전 센터백으로 K리그 1을 소화하고 있다 :contentReference[oaicite:4]{index=4}.

## 신상 정보
- **포지션**: 센터백 :contentReference[oaicite:5]{index=5}
- **출생일**: 2003년 1월 9일 :contentReference[oaicite:6]{index=6}
- **키/체중**: 174 cm / 68 kg :contentReference[oaicite:7]{index=7}
- **등번호**: 2번 :contentReference[oaicite:8]{index=8}

## 통계
2024년 K리그 2에서 30경기 이상 출전, 무실점 경기 다수 포함하며 수비 핵심 역할 수행 :contentReference[oaicite:9]{index=9}.  
2025 시즌에도 꾸준히 선발 출전 중이며, 안정적인 경기력으로 팀의 K리그 1 생존에 기여하고 있음 :contentReference[oaicite:10]{index=10}.

## 개인 및 기타
- 킴민호는 또 다른 축구선수 김선호(경남 FC)의 동생으로 알려져 있으며, 축구 가문의 일원이다 :contentReference[oaicite:11]{index=11}.
- 2025년 1월 프로 데뷔 이후 생일(1월 9일)에는 구단 공식 SNS에서 축하를 받음 :contentReference[oaicite:12]{index=12}.
- 주특기는 공중볼 장악과 빌드업 능력.

## 수상
- K리그 2 챔피언: 2024 (FC 안양) :contentReference[oaicite:13]{index=13}